# ساندرو لويس بريتو
ساندرو لويس بريتو (20 فبراير 1978 في البرازيل – )؛ هو لاعب كرة قدم سابق كان يلعب كمهاجم.

## وصلات خارجية
- ساندرو لويس بريتو على موقع رابطة كرة القدم اليابانية للمحترفين (اليابانية)
- ساندرو لويس بريتو على موقع عالم كرة القدم.نت (الإنجليزية)